# Погоанеле (Бузау)
Погоанеле (рум. Pogoanele) насеље је у Румунији у округу Бузау у општини Погоанеле. Oпштина се налази на надморској висини од 62 m.

## Становништво
Према подацима из 2002. године у насељу је живело 5644 становника.

### Попис2002.
| Расподела становништва по националности 2002.‍ | Расподела становништва по националности 2002.‍ | Расподела становништва по националности 2002.‍ | Расподела становништва по националности 2002.‍ | Расподела становништва по националности 2002.‍ |
| --------------------------------------------- | --------------------------------------------- | --------------------------------------------- | --------------------------------------------- | --------------------------------------------- |
|                                               |                                               |                                               |                                               |                                               |
| Румуни                                        | Румуни                                        |                                               | 5.461                                         | 96,8%                                         |
| Роми                                          | Роми                                          |                                               | 182                                           | 3,2%                                          |